# Vis grata puellae

vim licet appelles: grata est vis ista puellis:

quod iuvat, invitae saepe dedisse volunt.

Ovídio em A Arte de Amar (Ars Amatoria), livro I, l. 673–674
Vis grata, ou vis grata puellae, literalmente "violência apreciada pela rapariga", é um ditado latino atribuído a Ovídio.
Este brocardo é usado para indicar um suposto comportamento, no jogo dos papeis entre homem e mulher, no âmbito da sedução, com base no qual a mulher não seria capaz de tomar a iniciativa sexual, tão pouco ceder de imediato às tentativas sexuais do homem, em contraposição ela tenderia a apresentar-se pudica e recatada, predispondo assim, em virtude da sua passividade, a receber, de bom grado, a agressividade sexual masculina, de modo a não parecer despudorada. Em outros termos, nesta concepção, a iniciativa sexual caberia ao sexo masculino, enquanto a mulher não mostraria nenhum interesse explícito pela sexualidade; de acordo com esta discutível interpretação, a violência eventualmente exercida pelo homem para vencer a resistência da mulher seria, em fundo, desejada pela mulher, porque de outra forma não lhe seria possível gozar dos prazeres sexuais.

## Direito Comparado
Embora o brocardo Vis grata puellae não seja de uso jurisprudencial tão comum nos países lusófonos, ele fora citado diversas vezes na jurisprudência italiana no que concerne ao estupro, e como “princípio jurídico”, fora, por muitas vezes, colocado em discussão, como no caso do discurso do ex-presidente italiano, Giovanni Leone, ao senado italiano, e denunciado como demência pela advogada Tina Lagostena Bassi.
É, porém, pacífico, tanto na doutrina italiana, quanto na jurisprudência, que eventuais cumplicidades femininas mascaradas pelo senso pudico devam ser analisadas caso a caso, e não devam ser, de modo algum, presumidas em tal princípio anacrônico.